# Type 97 Chi-Ha
De Type 97 Chi-Ha (Japans: 九七式中戦車 チハ, Kyunana-shiki chu-sensha chiha?) was een Japanse middelzware tank die gebruikt werd tijdens de Tweede Wereldoorlog.